# Hôpital de la Charité de Cordoue
 (novembre 2016).

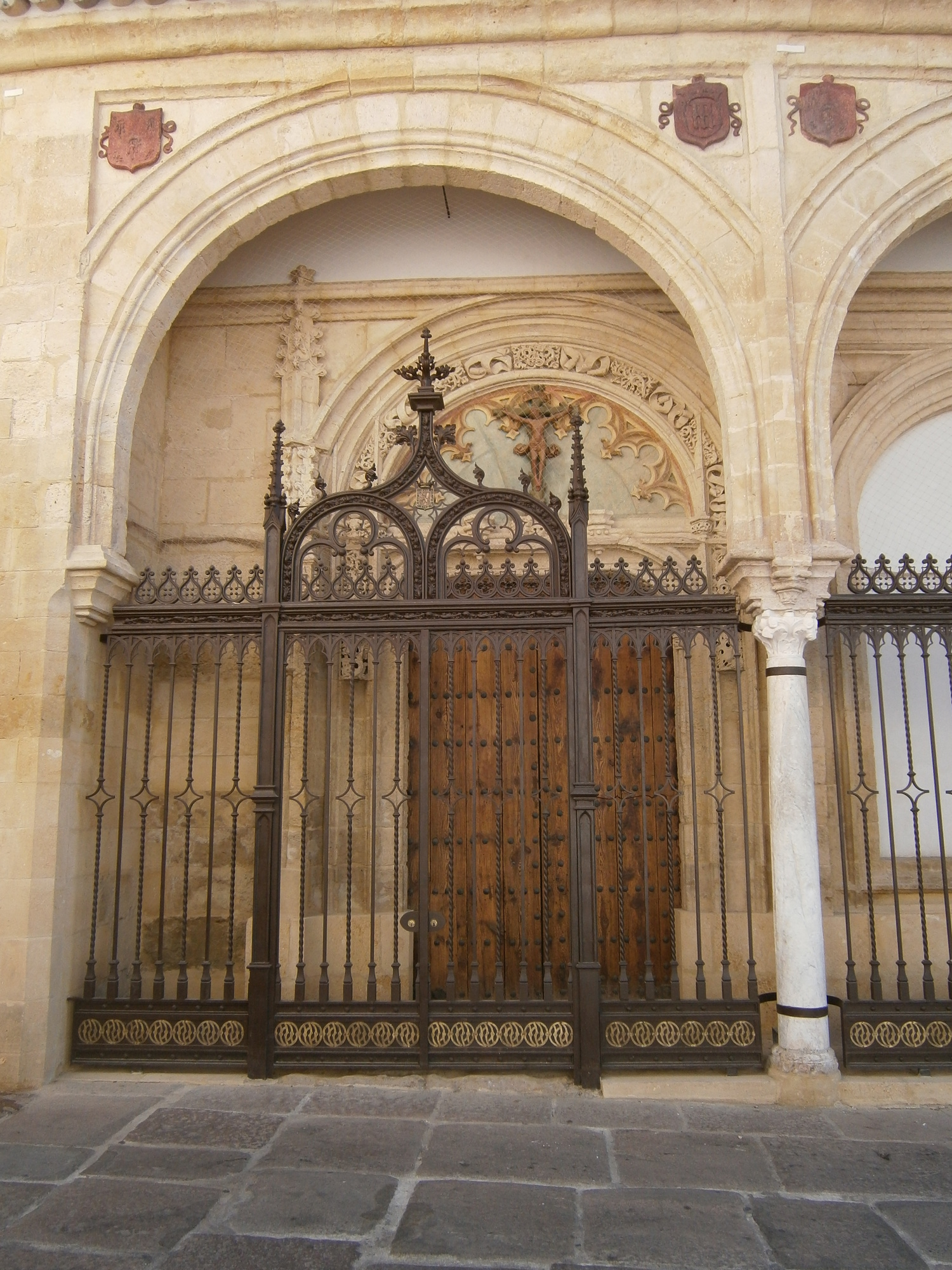
Portail d'entrée de l'hôpital de la Charité, aujourd'hui musée des beaux-arts de Cordoue.

L'ancien Hospital de la Santa Caridad de Nuestro Señor Jesucristo, en français hôpital de la Sainte Charité de Notre Seigneur Jésus-Christ, est situé sur la place du Potro dans le quartier de San Francisco-Rive de Cordoue (Espagne). Fondé par la Fraternité de la Sainte Charité de Notre Seigneur Jésus-Christ au xve siècle, il abrite aujourd'hui est le musée des beaux-arts de Cordoue,.

## Histoire du bâtiment
L'hôpital de la Charité ou hôpital de la Charité de Notre Seigneur Jésus-Christ, de la communauté fraternelle du même nom, était destiné au soin des malades et au soutien des familles en situations précaires. La fondation de l'hôpital est décrétée le 14 février 1493. Depuis les Rois catholiques à Carlos I et sa mère Madame Juana la communauté fraternelle bénéficie de l'appui de la famille royale et de grands nobles de la province. En 1562, le bâtiment est élargi vers l'est unifiant l'ensemble des bâtiments. L'église inaugure son portique extérieur. Le bâtiment est composé de deux édifices de forme rectangulaire unis aux coins en créant un angle de 90º. Les deux étages sont reliés par l'escalier de l'actuel du musée des beaux-arts de Cordoue.
Le bâtiment est transformé en hôpital militaire durant l'occupation napoléonienne et après la guerre d'indépendance espagnole de 1910, encore sous la Fraternité. Au cours du XIXe siècle, le gouvernement d'Espagne mit aux enchères les propriétés non productives de l'Église et de la noblesse. Durant le plan de désamortissement de Mendizábal, en 1837, l’hôpital est fusionné avec l'hôpital du Cardinal Salazar et la Communauté fraternelle passe à la paroisse de San Francisco.
Le bâtiment a vécu, après son désamortissement, de multiples fonctions jusqu'à son usage actuel comme musée des beaux-arts et Musée de Julio Romero de Torres. S'y sont retrouvés l'Académie royale, la Bibliothèque provinciale (déplacée ensuite à un autre bâtiment en 1881), l'École provinciale des beaux-arts jusqu'en 1898, le Conservatoire provincial de musique jusqu'en 1922, le musée provincial de beaux-arts et le musée archéologique provincial jusqu'en 1916.

## Description de l'église
Sa construction aurait commencé en 1509. Elle présente une nef unique avec un presbytère assorti d'un arc-doubleau. Son aspect a changé, notamment le plafond. Elle était vraisemblablement couverte d'arcs à nervures gothiques, de même que l'actuel dôme du presbytère.
Dans le musée se trouvent les tableaux décrits par Ramírez de Arellano dans ses Promenades dans Cordoue, 1873. Il écrit que sur l'autel majeur se trouvait un retable de bois, conservant l'image du titulaire de la Confrérie (le Seigneur de la Charité) et de deux icônes de saint Pierre et saint Paul, d'Antonio del Casillo.

## Façade
La façade de l'ancien hôpital correspond à celle de l'église elle-même, laquelle a perdu sa fonction originale. La façade actuelle est passée par diverses modifications en raison de l'achat des maisons voisines. Une des premières modifications est l'achat, dans la deuxième moitié du XVIIIe siècle, d'une des parcelles voisines, qui permet d'ouvrir une nouvelle entrée pour différencier l'accès à l'Hôpital de l'accès des membres de la Communauté de la fraternité. Le blason royal de Carlos III est placé sur l'aile droite de l'ancienne façade de l'église. Au cours du xixe siècle, la façade de l'ancienne église est couverte, vraisemblablement pour éviter les insalubrités.
Dans la première moitié de 1917, sont menés des travaux de restauration des murs pour sa récupération du portail. En 1925 la mairie acquiert le numéro 3 de la place du Potro pour agrandir la façade du musée. L'architecte Francisco Javier de Luque López, disciple de Ricardo Velázquez Bosco, dessine alors une nouvelle façade historiciste inspirée des motifs de l'architecture renaissante de Cordoue. 
En 2010 sont restaurés la porte et le portail d'entrée de l'ancienne église de l'Hôpital. Elle présentait des dégradations survenues au cours des siècles, humidité à cause de la couverture, pauvre qualité du matériau d'origine, joints aux dommages structuraux créés par l'installation de la grille de Velázquez Bosco en 1923.
En ce qui concerne l'ensemble sculptural, sur la frise de la porte d'accès, qui avait deux de ses sculptures (la Vierge et saint Jean, entourant un Calvaire), ainsi que la couleur appliquée sur la pierre. Grâce au nettoyage de l'ensemble sont identifiées et restaurées les couleurs originales.

## L'escalier de l'hôpital de la Charité
L'escalier visible aujourd'hui est de la première moitié du xvie siècle, à la suite de l'agrandissement de 1562. Selon Ramírez de Arellano, depuis la fenêtre se voyait l'image de la Vierge de la Consolation, située au coin de la rue Armas. Ceci, joint avec le Christ crucifié et un saint Juan, formait un Calvaire.
La première peinture peinture murale, datée de 1562, représente un Calvaire sur le mur frontal et sur les latéraux, un saint Jérôme au désert et un saint François, respectivement à gauche et droite. Le décor architectural qui accompagne la composition est plus classique, et témoigne d'influences nouvelles à Cordoue.